# Afrephialtes bicolor
Afrephialtes bicolor là một loài tò vò trong họ Ichneumonidae.